# 馬察盧灣

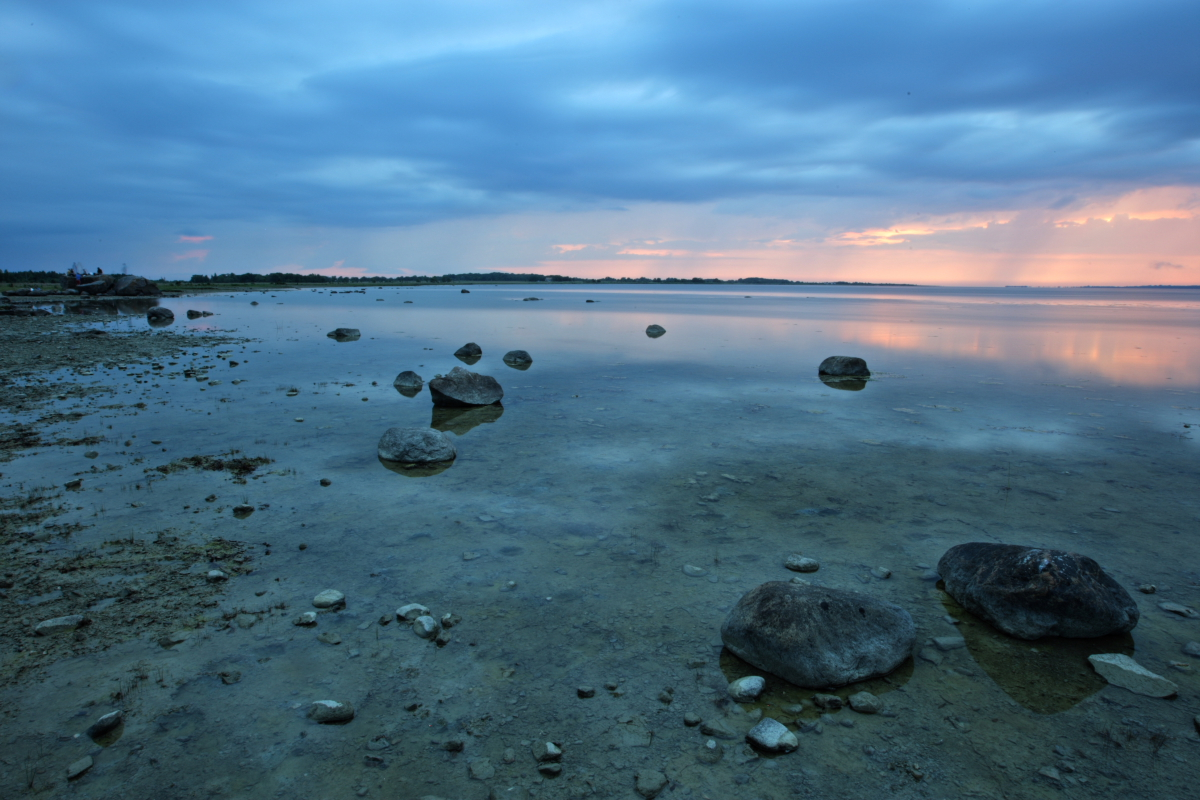
馬察盧灣风景

馬察盧灣是愛沙尼亞的海灣，位於該國西部萊內縣的哈普萨卢以南，該海灣長16公里、寬6公里，面積67平方公里，平均水深1.5米，是多種水鳥的棲息地。
58°45′36″N 23°35′49″E / 58.76°N 23.5969°E